# Warcraft

O Universo Warcraft é uma dimensão ficcional, descrita por uma série de jogos e livros publicados pela Blizzard Entertainment e foi apresentado inicialmente pelo jogo Warcraft:Orcs & Humans no ano de 1994.

## Conceitos e criação
Muitos dos conceitos do Universo Warcraft são semelhantes aos existentes nos jogos de tabuleiro como Warhammer e Dungeons & Dragons e servindo-se de inspirações na mitologia européia, história e do mundo de fantasia de J.R.R.Tolkien em que Humanos e Elfos lutam contra Orcs e Trolls, contudo nos dias de hoje já existem inúmeras referências retiradas do dia-a-dia moderno.
Muito mudou neste universo desde o jogo inicial. Cada lançamento expande em muito o enredo e, em certos casos, corrigindo ou alterando as histórias passadas.

## Geografia
A maioria da ação no mundo Warcraft acontece no planeta de nome Azeroth, um dos muitos mundos da Grande Treva Infinita. Neste mundo, inicialmente existia um enorme continente, mas há 10.000 anos antes da guerra entre Orcs e Humanos, devido a um cataclismo, chamado de Cisão, provocado pela destruição da Fonte da Eternidade, criou-se quatro novos continentes: Nortúndria, Pandaria, Reinos do Leste e Kalimdor, separados por um gigantesco oceano em cujo centro existe um enorme vórtex de nome Voragem. É no sul dos Reinos do Leste que se passa a maioria das crônicas exibidas em Warcraft:Orcs & Humans, as primeiras do universo de Warcraft. No Jogo Warcraft III, a parte norte do continente é subjugada por uma terrível peste que converte seres vivos infectados em criaturas mortas-vivas, gerando novos soldados para o exército conhecido como Flagelo, sob o controle do Lich Rei. Nesse mesmo jogo foi introduzido o continente ao oeste de Voragem, Kalimdor, terra natal dos enormes Taurens. Enquanto os Reinos do Leste tem cultura e aparência semelhantes aos da Europa medieval, com reinos e castelos, Kalimdor compara-se às Américas no tempo dos descobrimentos europeus. Também é introduzido o continente de Nortúndria, mais ao norte da Voragem, uma terra gelada e desértica, que serve de baluarte do Lich Rei e o seu exército.
O segundo mundo em importância para este universo é Draenor, agora conhecido por Terralém devido a uma catástrofe que arruinou o planeta, terra de origem dos Orcs e Ogros. Um dos momentos marcantes neste local foi a chegada dos Draenei (raça proveniente dos Eredar), perseguidos pela Legião Ardente. Os cruzados da Legião corromperam os Orcs de Draenor, os tomando como soldados e escravos, os utilizando como peões na invasão de Azeroth. O planeta Draenor foi destroçado quando o bruxo Orc Ner´zhul abriu demasiados portais para outros mundos a fim de conquista-los e fugir das forças da Aliança que, entretanto, continuaram a os caçar. Terralém, a Draenor destruída, é apresentada no jogo Warcraft II: Beyond of Dark Portal e mais tarde no Warcraft III: Reign of Chaos, sendo, também, centro do enredo na primeira expansão do World of Warcraft: The Burning Crusade.

### Cosmologia e Geopolítica
O universo de Azeroth é formado por uma série de facções que se organizaram por motivos distintos, sejam de criadores do universo, pela destruição de Azeroth, e outras pela sobrevivência do seu mundo. São elas:

#### O Panteão
Uma das primeiras forças a surgirem no universo, o Panteão é o grupo que abarca as entidades divinas conhecidas como Titãs, responsáveis pela ordenação do Universo, sendo os moldadores de muitos mundos da Grande Treva Infinita. Sendo liderados pelo sábio titã Aman'thul, os titãs são nascidos a partir das almas de mundos da Grande Treva Infinita.

#### Os Senhores do Caos
Uma das forças primordiais do Universo, os senhores do Caos são a gênese de grande parte dos problemas de Warcraft, entidades disformes formadas pela Sombra, existem fora do Universo, buscando manisfestar-se como verdadeiro buracos negros vivos, se alimentando de toda a matéria. Seu desejo primordial é consumir todo o universo, mas para tanto necessitam se manisfestar dentro deste, algo que consome muito de suas energias. Buscam corromper as almas dos mundos usando seus servos conhecidos como Deuses Antigos a fim de corromper um titã antes do nascimento e usá-lo para sua manifestação definitiva pela Grande Treva Infinita.

#### A Legião Ardente
Um exército de demônios liderados pelo titã caído Sargeras, a Legião Ardente existe para consumir o universo em fogo vil. Resultado da desilusão de Sargeras com a Ordem do universo em virtude de descobrir os planos dos Senhores do Caos de corromper as almas mundos, este exército praticamente infinito está ligado a Espiral Etérea, lugar onde as almas do demônios estão ligadas e tem como seus generais os eredares Archimonde e Kil'jaeden. A Legião buscou invadir Azeroth três vezes, em cada ataque, a estratégia mudava  um pouco, mas a essência era sempre a mesma: corromper raças locais, assimilando-as com a Legião, enfraquecer as resistências e finalmente invadir com tropas e mais tropas demônios para consumir toda a vida. A corrupção dos Orcs e o surgimento do Flagelo também foram obras da Legião Ardente.

#### A Aliança
Fundada por Sir Anduin Lothar, foi formada pela união da raça humana e integrou originalmente os elfos superiores, os anões e gnomos, tendo seu antigo centro político em Lordaeron. Mais tarde, durante os eventos da Terceira Guerra, sofreu perdas terríveis causadas pela Legião Ardente que forçaram a sua reorganização. A Aliança passou então a ser liderada pelo reino humano de Ventobravo. Os elfos noturnos se uniram a Aliança após a Terceira Guerra, tendo um tempo depois a adesão dos draenei. Os elfos superiores em grande parte desertaram da facção durante a Terceira Guerra, tornando-se os elfos sangrentos e posteriormente adentraram a Horda. A facção atualmente conta também com os worgens, pandarens Tushui, além de raças aliadas, como os elfos caóticos e draeneis forjados da luz.

#### A Horda
Criada pela Legião Ardente para a destruição de Azeroth, foi formada no mundo de Draenor após a união dos clãs orcs sobre a égide de Mão Negra, Ner'zhul e principalmente, Gul'dan. Após serem derrotados durante a Segunda Guerra, a Horda se esfacelou antes de um jovem xamã chamado Thrall reorganizar a Horda sobre novos conceitos e uma nova identidade. Concentrada nos Reinos do Leste, a Horda migrou para Kalimdor um pouco antes da explosão da Terceira Guerra, onde se uniram aos orcs uma pequena tribo de trolls ilhéus chamados Lançanegra, e mais tarde, já em Kalimdor, os Taurens. Após o fim da Terceira Guerra, os mortos-vivos conhecidos como Renegados adentraram a facção. A facção atualmente conta com os goblins de Kezan, pandarens Huojin, além de raças aliadas como os elfos Filhos da Noite e Vulperas.

#### O Flagelo
Outra perversa criação da Legião Ardente, o Flagelo foi criado após a falha dos orcs em enfraquecer as raças mortais de Azeroth para garantir a segunda invasão demoníaca. Aprisionando a alma do xamã sombrio Ner'zhul em um trono congelado, Kil'jaeden (um dos generais de Sargeras) criou o Lich Rei, um ser com uma poderosa habilidade necromântica capaz de liderar imensas hordas de mortos-vivos. O Flagelo foi a principal força antagônica na Terceira Guerra, após a corrupção do então príncipe de Lordaeron Arthas Menethill, que tornando-se o primeiro Cavaleiro da Morte, devastou todas a região setentrional dos Reinos do Leste e precipitou a invasão da Legião Ardente. Porém, posteriormente, o Ner'zhul se rebelou e após a derrota no Monte Hyjal, a Legião buscou sua destruição para retomar o controle do Flagelo recrutando o caçador de demônios Illidan Tempesfúria, que falhou em sua missão, enquanto Arthas se fundiu com Ner'zhul e tornou-se o Lich Rei.

## Raças do jogo
Entrelaçado na história do jogo, há muitas raças que são de legitima importância para a própria história antes da primeira guerra. São elas:

### Trolls
A primeira raça sapiente de Azeroth a formar um poderoso império, os trolls surgiram de uma sociedade profundamente religiosa e veneradora dos espíritos da natureza, que eles passaram a chamar de loas. Originalmente, formadas ao redor da tribo Zandalari, os trolls pertenciam ao império Zul, próximo ao centro de Kalimdor. Eles se espalharam quando uma raça de criaturas insectóides chamados aqir surgiram do sul do continente ameaçando as cidadelas trolicas espalhadas na região. Após uma guerra intensa, os trolls que guerrearam fizeram um voto de caçar os aqir restantes afim de impedir que este se organizam-se novamente a ameaçar o império de Zul, estabelecendo postos avançados em regiões distintas. Estes postos, cada um controlado por uma tribo distinta, tornariam-se cidades e seriam centros de impérios trolls independentes. Ao sudoeste estabeleceram os Farraki, sob a cidadela de Zul'Farrak, ao leste os Gurubashi, na fortaleza de Zul'Gurub, no nordeste os Amani, sob cidadela de Zul'Aman, no extremo norte os Drakkari, sob a égide de Gundrak.

### Humanos
São os fundadores da aliança e governantes de Ventobravo, Lordaeron, Kul'tiras, Stromgarde, Guilnéas, Alterac e Dalaran. Originado de um grupo de seres forjados pelos Titãs conhecidos como vrykul's que após sucumbirem a uma misteriosa maldição, deram origem a crianças deformadas, que seriam os primeiros humanos. Inicialmente tribais, os humanos foram reunidos ao redor da tribo Arathi que derrotando e dominando os rivais. formaram o primeiro reino humano. Os elfos que estavam em guerra com os trolls de Zul'Aman pediram ajuda ao rei dos humanos, e o rei percebendo que os trolls poderiam ser uma ameaça ao reino humano concordou que os elfos superiores ensinassem magia aos humanos. A aliança entre os elfos e os humanos foi selada e eles derrotaram o império trólico de Zul'Aman. Os humanos então com a ajuda da magia conseguiram explorar novas terras, criando novas cidades, pois só possuíam Stromgarde de grande importância.

### Anões
Originários de Khaz Modan, um continente ao sul de Lordaeron, eles eram "filhos dos titãs", feitos de pedras e rochas, mas ao hibernar 8 mil anos, eles perderam essas afeições. Logo eles começaram cultivar uma cultura na cidade de Altaforja. Eles eram especialistas em tecnologia e máquinas, mas depois da morte de seu rei Modimus Anvilmar, os três clãs principais, os Barbabronze,  os Martelo Feroz e os Ferro Negro, guerrearam pelo controle da Altaforja. Os Barbabronze venceram a guerra, mas eles nunca mais confiaram um nos outros tornando-se rivais. O clã Barbabronze ficou em Altaforja, os Martelo Feroz construíram para si a cidade de Grim Batol e o Ferro Negro entraram na Montanha da Rocha Negra jurando vingança para os outros clãs.

### Elfos noturnos
Evoluídos a partir de um grupo de trolls negros alterados pela Nascente da Eternidade, os elfos noturnos foram responsáveis por um dos maiores impérios da história de Azeroth. Eles cultivaram templos inteiros e havia grupos exclusivos que controlavam bem a magia arcana eram chamados de os Altaneiros. Num dado, momento a Legião Ardente sentiu as energias da fonte e chegou a Azeroth (planeta), logo a rainha Azshara e seus Altaneiros se uniram aos demônios pelas promessas de poder de Sargeras preparam-se a invasão da Legião Ardente, mas os elfos noturnos então se uniram para acabar com a loucura da rainha, e foram destruir a fonte de tudo isso, entretanto os Altaneiros estavam tentando evocando Sargeras ao mundo impedidos pelos rápidos movimentos dos elfos noturnos. Mas ao destruir a Fonte da Eternidade, eles destruíram Kalimdor, dividindo os continentes. Os Altaneiros sobreviventes fugiram para o leste e os elfos remanescentes ao massacre foram ao norte, no que restou da vegetação de seu mundo e lá criaram A Árvore do Mundo, a sua fonte de vida eterna, os druidas voltaram ao sonho esmeralda e os que ficaram acordados protegiam o que restou da floresta de Kalimdor renomeando-a de Vale Gris, e se renomearam As Sentinelas, os que protegiam o que restou de Kalimdor de outra volta da Legião Ardente.

### Elfos Superiores
São os Altaneiros que sobraram após o grande cataclismo, foram banidos de Kalimdor para sempre, por seu vício em magia, viajaram por dias até chegar em nas Clareiras de Tirisfal, mas o lugar deixou alguns elfos loucos, então eles partiram ao norte, território dos trolls Amani, e fundaram Quel'thalas. Mas a paz durou pouco quando os Trolls começaram a atacar. Mesmo com magia eles estavam em desvantagem e quase foram derrotados se não fossem humanos de Arathi, que se aliaram a nova raça ao norte. As numerosas tropas dos humanos e com conhecimentos mágicos élficos arcanos derrotaram os trolls. Ali criaram uma poderosa pátria e uma amizade com os humanos que só se desfez em grande parte durante a Terceira Guerra.

## Universo Warcraft

### Jogos de computador
- Warcraft:Orcs & Humans
- Warcraft II (Tides of Darkness, Beyond the Dark Portal, The Dark Saga)
- Warcraft III (Reign of Chaos, The Frozen Throne)
- World of Warcraft (The Burning Crusade, Wrath of the Lich King, Cataclysm, Mists of Pandaria, Warlords of Draenor, Legion, Battle for Azeroth, Shadowlands, Dragonflight e The War Within)
- Hearthstone: Heroes of Warcraft. Um jogo eletrônico de cartas, ambientado no universo de Warcraft.
- Warcraft III: Reforged

### Jogos de cartas colecionáveis
- World of Warcraft Trading Card Game

O jogo contém as seguintes coleções:
- Heroes of Azeroth
- Through the Dark Portal
- Fires of Outland
- March of the Legion
- Servants of the Betrayer
- The Hunt for Illidan
- Drums of War
- Blood of Gladiators
- Field of Honor

Possui uma forma única de jogo onde quatro ou mais jogadores jogam contra um único chefe, chamado de Raid Deck, como as famosas Raids do World of Warcraft, assim parecendo cada vez mais o próprio jogo do World of Warcraft Online. O jogo conta com a aparição de personagem que entraram para a história do jogo como a Rainha Sylvanas Windrunner, A'dal, Lady Vashj, Lady Katrana Prestor, Príncipe Kael'thas Sunstrider (vulgo Kael), Akama, Azaloth, Maiev Shadowsong e Leeroy Jenkins.

### Jogos de tabuleiro
- Warcraft: The Board Game - Jogo de estratégia em tabuleiro da Fantasy Flight Games
- Warcraft: The Roleplaying Game - RPG da Sword & Sorcery
- World of Warcraft: The Board Game - Jogo de tabuleiro basedo no World of Warcraft pela Fantasy Flight Games

### Livros
- Warcraft: Of Blood and Honor (2000)
- Warcraft: Day of the Dragon (2001)
- Warcraft: Lord of the Clans (2001)
- Warcraft: The Last Guardian (2002)
- Warcraft: War of the Ancients (2007)
  - The Well of Eternity (2004)
  - The Demon Soul (2004)
  - The Sundering (2005)
- World of Warcraft: Cycle of Hatred (2006)
- Warcraft Archive (2006)
- World of Warcraft: The Chronicles of War (2010)
  - World of Warcraft: Rise of the Horde (2006)
  - World of Warcraft: Tides of Darkness (2007)
  - World of Warcraft: Beyond the Dark Portal (2008)
- World of Warcraft: Night of the Dragon (2008)
- World of Warcraft: Arthas: Rise of the Lich King (2009)
- World of Warcraft: Stormrage (2010)
- World of Warcraft: The Shattering: Prelude to Cataclysm (2010). (Traduzido para o português como: World of Warcraft - A Ruptura)
- World of Warcraft: Thrall: Twilight of the Aspects (2011). (Traduzido para o português como: World of Warcraft - Crepúsculo dos Aspectos)
- World of Warcraft: Wolfheart (2012)
- World of Warcraft: Jaina Proudmoore: Tides of War (2012) (Traduzido para o português como: World of Warcraft: Marés da guerra)
- World of Warcraft: Vol'jin: Shadows of the Horde (2013) (Traduzido para o português como: World of Warcraft: Sombras da horda)
- World of Warcraft: Dawn of the Aspects Parts I-V (2013) (Traduzido para o português como: World of Warcraft: Alvorada dos Aspectos)
- World of Warcraft: Paragons (2014)
- World of Warcraft: War Crimes (2014) (Traduzido para o português como: World of Warcraft: Crimes de Guerra)
- World of Warcraft: Destination: Pandaria (2014)
- World of Warcraft: Chronicle Volume 1 (2016). (Traduzido para o português: Warcraft: Crônica volume 1)
- World of Warcraft: Illidan (2016) (Traduzido para o português como: Warcraft: Illidan)
- Warcraft: Durotan - The Official Film Prequel (2016) (Traduzido para o português como: Warcraft: Durotan)
- Warcraft: The Official Novelization (2016) (Traduzido para o português como: Warcraft: livro do filme oficial)
- World of Warcraft: Traveler (2016)
- World of Warcraft: Chronicle Volume 2 (2017)
- World of Warcraft: Chronicle Volume 3 (2018)
- World of Warcraft: Traveller: The Spiral Path (2018)
- World of Warcraft: Before the Storm (2018) (Traduzido para o português como: World of Warcraft: Antes da Tempestade)
- World of Warcraft: Traveller: The Shining Blade (2019)
- World of Warcraft: Shadows Rising (2020)
- World of Warcraft: Sylvanas (2022)

### Quadrinhos
- World of Warcraft (2007 – 2009)
- World of Warcraft: Ashbringer (2008 – 2009)
- World of Warcraft: Curse of the Worgen (2012)
- World of Warcraft: Pearl of Pandaria (2012)
- Warcraft Saga Issue 1
- World of Warcraft: Dark Riders (2013)
- World of Warcraft: Bloodsworn (2013)
- World of Warcraft: Warlords of Draenor (2014)
- Warcraft: Bonds of Brotherhood (2016)
- World of Warcraft: Legion (2016)

### Mangá
- Warcraft: The Sunwell Trilogy
  - Dragon Hunt (March 2005)
  - Shadows of Ice (March 2006)
  - Ghostlands (March 2007)

- Warcraft: Legends (2008 – 2009)
- World of Warcraft: Death Knight (2009)
- World of Warcraft: Mage (2010)
- World of Warcraft: Shaman (2010)
- World of Warcraft: Shadow Wing
  - The Dragons of Outland (June 2010)
  - Nexus Point (March 2011)

### Filme
Em Novembro de 2013, na BlizzCon, foi revelado que um filme basedo no Universo Warcraft seria lançado em 2016, com gravações iniciadas em 13 de janeiro de 2014, e foi produzida pela companhia Legendary.